# Hemitaurichthys polylepis
Hemitaurichthys polylepis är en fiskart som först beskrevs av Bleeker, 1857.  Hemitaurichthys polylepis ingår i släktet Hemitaurichthys och familjen Chaetodontidae. Inga underarter finns listade i Catalogue of Life.
Arten förekomer i östra Indiska oceanen och i Stilla havet från små öar väster om Sumatra till Japan och över Nya Guinea till Oceanien. Fisken dyker till ett djup av 60 meter. Den hittas ofta vid korallrev och andra klippor. Arten kan bilda stora stim. Födan utgörs av plankton.
Beståndet påverkas i viss mån av varmare havsvatten som medför korallrevens och planktonets försvinnande. Hela populationen bedöms som stor. IUCN kategoriserar arten globalt som livskraftig.